# 5월 (시)

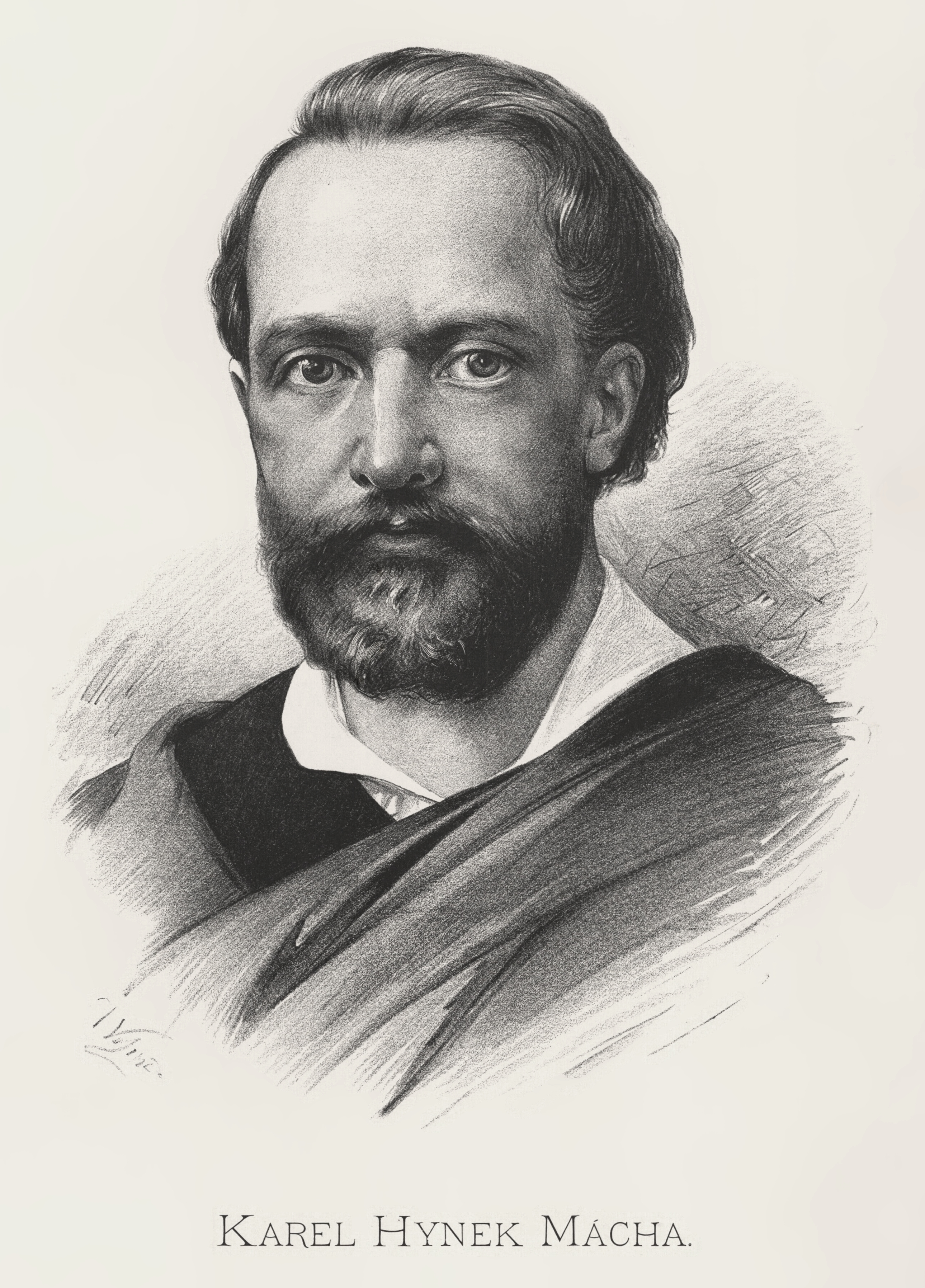

《5월》(Máj)은 체코의 국민 시인이자 체코 현대시의 아버지 카렐 히네크 마하의 서정적 서사시이다. 시인은 사랑의 계절인 5월을 배경으로 비극적인 사랑과 인생의 고독을 이야기한다. 국수주의와 집단주의가 팽배했던 문단에서 홀로 개인의 내적 진실을 노래한 이 작품은 체코 문학의 새로운 지평을 열었다. 20세기 체코의 대표 화가인 얀 즈르자비의 삽화도 함께 실었다.

## 배경
시인이 죽기 반년여 전인 1836년 4월 23일 발표된 서정적 서사시 ≪5월(Máj)≫은 체코 시의 상징으로 체코인들의 절대적인 사랑을 받고 있다. 고등학생 정도면 대부분 이 시의 첫 연인 36행을 암송할 수 있고, 전체 국민의 절반이 적어도 이 시의 첫 4행시를 암송할 수 있을 정도로 국민적 사랑을 받고 있다. 이 시와 이 시의 시인은 특히 젊은이들에게 사랑의 상징이 되고 있는데, 지금도 매년 5월 1일이 되면 많은 젊은 연인들이 프라하의 안산 격인 페트르진 공원에 있는 시인의 동상을 찾고, 시인이 생전에 찾곤 하던 체코 북부의 마하 호수와 인근의 베즈데스는 여행자들의 순례지가 된다. 이 시와 이 시의 시인은 또한 자유와 저항 정신의 상징으로 간주되기도 하는데, 가령 나치 독일의 점령하에서는 체코인들의 민족적 저항 운동의 정신적 지주가 되었고, 1989년 11월 17일 공산 정권의 종식을 가져온 벨벳 혁명은 대학생들이 비셰흐라트에 있는 시인의 묘지까지 행진하는 것으로 시작되었다.
마하의 ≪5월≫은 체코에서 가장 많이 출판되고 삽화로도 가장 많이 그려지는 책이다. 2016년 이 시집 출판 180주년과 시인 서거 180주년을 맞아 리토메르지체 인근의 체스카리파 도서관이 11월 19일자로 이 시집의 307번째 판본을 출판했는데, 150주년인 1986년의 200여 판본, 170주년인 2006년의 250여 판본 출판에 비추어 본다면 이 책의 출판 빈도는 실로 놀라울 정도다. 뿐만 아니라 출판 빈도가 계속 증가 추세를 유지하고 있는 점은 이 책에 대한 관심과 사랑이 현재 진행이라는 사실의 방증이기도 하다. 또한 유럽 대부분의 언어로 번역된 이 시집 및 시인과 관련해 논평과 논문 등을 포함한 수천 건의 글이 발표되고 수십 회에 걸친 학회가 개최되었으며, 이 책과 시인에 대한 관심과 연구는 계속되고 있다. 그리고 시 ≪5월≫은 낭만주의의 관점에서뿐만 아니라, 바로 뒤에 오는 사실주의, 자연주의, 인상주의, 상징주의, 20세기의 초현실주의, 실존주의, 구조주의, 후기 구조주의 등, 거의 대부분의 비평적 관점에서 연구되고 있고, 사회학적, 철학적, 종교적으로도 연구되고 있으며, 문학, 미술, 조각, 음악, 영화 등 거의 대부분의 예술 분야를 통해 접근되고 있다. 19세기와 20세기의 수많은 체코 시인들과 예술가들이 그의 작품으로부터 영감을 얻고 영향을 받았다.
시 ≪5월≫의 출판은 체코 문학사에서 하나의 전환점을 제공했다. ≪5월≫은 기존의 체코 문학과 전적으로 다른 새로운 문학을 의미했고 체코 근대 문학의 시작을 예고했다. 마하는 ≪5월≫에서 자신의 모든 것을 쏟아부었다. ≪5월≫은 서정적 서사시에 발라드적인 막간극을 결합해 서정시, 서사시, 드라마의 종합을 기하고 있는데, 여기서 서정적 서사시란 서사가 있는 서정시, 혹은 이야기 시를 의미하는 것으로, 바이런이 자신의 ＜라라(Lara)＞, ＜실롱의 죄수(The Prisoner Of Chillon)＞ 등에 도입한 이후 대륙으로 확산되면서 미츠키에비치의 ＜콘라트 발렌로트(Konrád Wallenrod)＞, 푸시킨의 ＜집시(Cikani)＞, 레르몬토프의 ＜악마(Demon)＞ 등에 적용되었고 이를 익히 알고 있던 마하가 자신의 작품에도 도입했던 것이다. 이와 동시에 마하는 새로운 주제의 도입을 시도하면서 독일 낭만주의의 군도(群盜)나 부랑자, 바이런 낭만주의의 반골과 저항, 마하 자신의 경험과 사상 등을 종합적으로 도입했다.